# Фьодор Минин
Фьодор Алексеевич Минин (на руски: Фëдор Алексеевич Минин) е руски щурман, мореплавател, изследовател на Арктика, член на Великата северна експедиция.

## Изследователска дейност
От 1734 до 1738 участва в западния отряд на Великата северна експедиция с ръководител лейтенант Дмитрий Овцин, задачата на която е описанието на брега на Сибир между устията на Об и Енисей. След ареста на Овцин през 1738 става ръководител на експедицията. От 1738 до 1740 прави три неуспешни опита да заобиколи от север п-ов Таймир.
През лятото на 1738 г., на кораба „Два Пощальона“, заедно с Дмитрий Василиевич Стерлегов, проследява и картира западните брегове на п-ов Таймир от устието на Енисей до 75º 15` с.ш., в т.ч. източния бряг на Енисейския залив и на 18 август открива остров Диксон (25 км2, 73°30′ с. ш. 80°20′ и. д. / 73.5° с. ш. 80.333333° и. д.) и нос Североизточен, от който брегът завива на изток. По-нататъшния път е преграден от непроходими ледове и Минин се връща обратно.
Изследванията през лятото на 1739 пропадат не по вина на Минин, а поради късното доставяне на снаряжение и провизии, затова излиза в плаване чак на 31 юли. Тежката ледова обстановка в Енисейския залив обаче налага скоро да се върне назад за ново зимуване. В средата на януари 1740 изпраща своя помощник, щурмана Дмитрий Василиевич Стерлегов в поход на север. През март и април, движейки се с кучешки впрягове, той извършва описание на 500 км от крайбрежието на Карско море от нос Североизточен до 75° 29' с.ш. Поради снежна слепота на 14 април тръгва обратно и след половин месец, на 72° с.ш., в Енисейския залив се среща с Минин. С кораба Минин отплава на 3 юли 1740 и заедно с отряда на Стерлегов достига на север до 75° 15' с.ш., като северно от устието на река Пясина открива шхерите Минин (74°30′ с. ш. 85°30′ и. д. / 74.5° с. ш. 85.5° и. д.). Непроходими ледове не позволяват по-нататъшното придвижване на североизток.
На съставената от Минин и Стерлегов карта за първи път са нанесени около 1000 км от крайбрежието на Таймирския п-ов и многочислените малки крайбрежни острови. В Адмиралтейството обаче не повярват на картата им – азиатския континент не може да отива толкова далеч на север и на картата на Морската академия, издадена през 1741 г., вместо откритата от двамата брегова линия е показана сравнително равна крайбрежна линия.

## Памет
Неговото име носят:
- връх Минин (74°43′ с. ш. 86°16′ и. д. / 74.716667° с. ш. 86.266667° и. д., 143 м), на п-ов Минин, в северозападната част на п-ов Таймир;
- залив Минин (74°46′ с. ш. 86°02′ и. д. / 74.766667° с. ш. 86.033333° и. д.) на Карско море, на северозападното крайбрежие на п-ов Таймир;
- залив Минин (74°31′ с. ш. 86°26′ и. д. / 74.516667° с. ш. 86.433333° и. д.) на Карско море, на северозападното крайбрежие на п-ов Таймир;
- нос Минин (72°03′ с. ш. 76°53′ и. д. / 72.05° с. ш. 76.883333° и. д.), най-северната точка на п-ов Мамонт, част от Гиданския п-ов;
- нос Минин (74°43′ с. ш. 85°50′ и. д. / 74.716667° с. ш. 85.833333° и. д.), на п-ов Минин, на западното крайбрежие на п-ов Таймир;
- нос Минин (76°14′ с. ш. 95°20′ и. д. / 76.233333° с. ш. 95.333333° и. д.), най-западната точка на остров Таймир, в архипелага Норденшелд;
- о-ви Минин (70°10′ с. ш. 82°57′ и. д. / 70.166667° с. ш. 82.95° и. д.) в Карско море, в устието на река Енисей;
- полуостров Минин (74°40′ с. ш. 86°22′ и. д. / 74.666667° с. ш. 86.366667° и. д.), на северозападното крайбрежие на п-ов Таймир;
- проток Минин (73°24′ с. ш. 80°33′ и. д. / 73.4° с. ш. 80.55° и. д.) в Карско море, между Еленовите о-ви на северозапад и континента на югоизток;
- шхери Минин (74°30′ с. ш. 85°30′ и. д. / 74.5° с. ш. 85.5° и. д.) в Карско море, покрай западното крайбрежие на п-ов Таймир.